# Mariabranden 1759

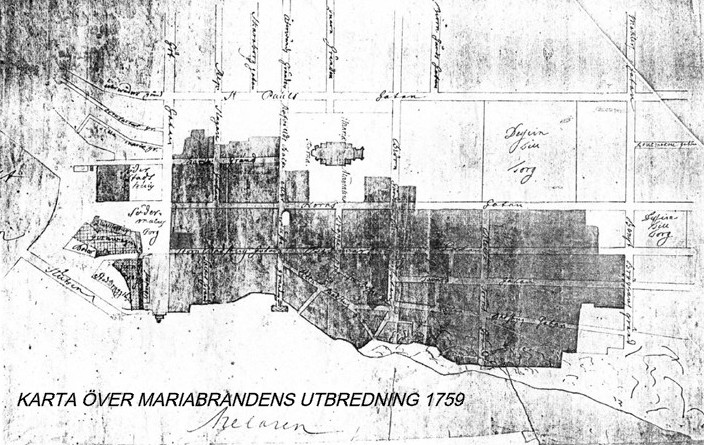
Karta över Mariabrandens utbredning (svärtade områdena), norr är nedåt.

Mariabranden 1759 var en stor eldsvåda som drabbade nordvästra Södermalm i Stockholm torsdagen den 19 juli 1759. Vid branden skadades Maria Magdalena kyrka svårt och cirka 300 byggnader totalförstördes.

## Förloppet
Bara några år efter Klarabranden 1751 utbröt igen en storbrand av samma omfattning i Stockholm. Elden kom lös i bagarstugan på eftermiddagen den 19 juli 1759 hos en fiskhandlare i Besvärsbacken (nuvarande Brännkyrkagatan) på Mariaberget på Södermalm. Genom en uppkommande kraftig vind spred sig elden snabbt och fortsatte hela natten. 
Vid tillfället rådde svår torka och det saknades släckvatten. Brandbefälen ansågs vara slöa; man beslöt att inte släcka hus som brann utan "mota elden med besked" längre bort. Maria Magdalena kyrka skadades svårt. Eftersom kyrkan inte hade något murat kyrkvalv, utan en gipsad träkonstruktion, förstördes all inredning när tornet rasade genom taket. 300 gårdar i 20 kvarter brann ner.
Kyrkan var så svårt skadad, att man funderade på att uppföra en helt ny träkyrka, men församlingen motsatte sig detta. På pingstdagen 22 maj 1763 var Maria Magdalena kyrka klar i nyrestaurerat skick. Först 1825 fick byggnaden sin nuvarande tornhuv, som ritades av hovintendenten och arkitekten Carl Fredrik Sundvall.
Enligt en samtida utbredningskarta totalförstördes samtliga kvarter ner mot Riddarfjärden mellan Hornsgatan i söder, nuvarande Timmermansgatan (Bengt Bryggares gränd på kartan) i väster och Södermalmstorg i öster samt några kvarter öster om kyrkan.

## Skildring
Ur en samtida skildring av branden genom Carl Christoffer Gjörwell d.ä. till Carl Gustaf Warmholtz den 20 juli 1759:
| ” | Igår eftermiddag kl. 1/4 på 4 kom elden lös på Södermalm i Besvärsbacken hos en fiskköpare genom bakning, som det allmänt berättas, och då i detsamma en blåst uppkom, tog den i den dåvarande hetta i ett ögonblick så överhand på den höjden att den sedan spridde sig runt omkring Malmen med och mot vädret och upphörde ej att fräta omkring sig förrän idag kl. mot 7, men ännu står allt i rök och brand inom murarna. Inom halvannan timma satt elden i Mariæ Magdalenæ kyrktorn, vilken härliga kyrka nu ligger i aska tillika med Posserska, Törnflyktska och det nya Plommerska huset, […] Pelikanen, Enhörningen, en del av Järnvågen och Ryssgården, största och bästa delen av Hornsgatan å ömsesidor, stora Badstugatan, Mariæ Magdalenæ kyrkogata och nästan hela Skinnarviken. Förra Polhemska huset är även avbrunnit. Eldens våld var obeskrivlig stor... | „ |

## Följder
Denna och flera bränder åren innan medförde restriktioner mot trähus och styrning av byggandet mot stenhus. Detta arbete leddes av stadsarkitekten Johan Eberhard Carlberg. Bara fyra år efter Mariabranden stadfästes Stockholms brandordning som föreskrev att sten skulle brukas i möjligaste mån och eldfarliga byggnader skiljas från boningshus. Krav ställdes även på takbeläggning, vindar och utformning av eldstäder.
Efter branden följde en byggboom där arkitekt Erik Palmstedt höll i återuppbyggnaden och tidens kända murmästare fick uppdrag i området att rita och uppföra nya stenhus. Byggherrarna var ofta framgångsrika näringsidkare och välbärgade borgare som både bodde och drev sin verksamhet här. De nya husen ritades och byggdes av bland andra Johan Wilhelm Henric Elies, Johan Wilhelm Friese och Petrus Serén.
Redan tio år efter branden hade det avbrunna området uppstått på nytt. Bebyggelsen representerar idag stora byggnads- och arkitekturhistoriska värden. De har blivit ett omistligt inslag i den lokala stadsbilden på Mariaberget östra. Husen är blåklassade av Stadsmuseet i Stockholm, vilket innebär att de besitter "synnerligen höga kulturhistoriska värden" motsvarande fordringarna för byggnadsminnen.
Idag kan man fortfarande hitta spår efter denna våldsamma brand. I samband med en utgrävning 1984 i kvarteret Överkikaren, som ligger strax norr om Stockholms stadsmuseum intill Slussen fann man resterna av ett stort lager av 250 000 oanvända kritpipor. Piporna kom från Olof Forsbergs pipbruk på västra Södermalm (beläget på den plats som idag kallas Heleneborg), och skulle till försäljning. Mariabranden 1759 ödelade byggnaden, och kritpiporna gömdes i resterna av huset.